# Lane Kiffin
Lane Monte Kiffin (Bloomington, 9 maggio 1975) è un allenatore di football americano statunitense.
Dalla stagione 2007 fino alla settimana n° 4 della stagione 2008 è stato l'head coach della squadra degli Oakland Raiders; ha concluso con un record di 5 vinte e 15 perse.
Il 1º dicembre 2008 ha firmato un contratto di un anno con l'università di Tennessee.